# Rudolf Schlesinger (Soziologe)
Rudolf Schlesinger, auch Rudolf Gerber (* 4. Februar 1901 in Wien, Österreich-Ungarn; † 11. November 1969 in Glasgow), war ein österreichischer Soziologe, Hochschullehrer und kommunistischer Parteifunktionär.

## Leben
Schlesinger war der Sohn eines Arztes. Nach dem Besuch des Schottengymnasiums studierte er ab 1919 Medizin und Sozialwissenschaften an der Universität Wien. 1922 wurde er zum Dr. phil. promoviert.
Schlesinger engagierte sich früh politisch. So gehörte er der linksradikalen Mittelschülerbewegung an und war Leiter Bildungswesen in der Vereinigung sozialistischer Mittelschüler in Wien. Er trat der KPÖ bei und volontierte nach der Promotion kurzzeitig bei der Roten Fahne Wien.
Anschließend ging Schlesinger nach Deutschland. In Berlin arbeitete er ab 1923 an dem von Wirtschaftswissenschaftler Eugen Varga gegründeten westeuropäischen Forschungsinstitut. Im Folgejahr wurde er Angestellter der Internationalen Arbeiterhilfe. Er trat der KPD bei, wo er zunächst mit der Mittelgruppe sympathisierte, dann aber zu den Linken wechselte. Er gab Betriebszeitungen heraus und wurde 1925 für kurze Zeit Chefredakteur der KPD-Zeitung Der Klassenkampf in Halle. Nach dem „Offenen Brief“ des Exekutivkomitees der Kommunistischen Internationale (EKKI) im gleichen Jahr wurde er jedoch wieder entlassen. Stattdessen arbeitete er für den Pressedienst des Zentralkomitees der KPD. In dieser Zeit legte er sich den Decknamen Rudolf Gerber zu.
1926 ging Schlesinger für ein Jahr in die UdSSR, wo er Mitglied der KPdSU wurde und am Internationalen Agrarinstitut in Moskau arbeitete. Zurück in Deutschland war er in der Agitprop-Abteilung des Zentralkomitees tätig. Er veröffentlichte theoretische Beiträge in Zeitschriften wie die Internationale. Nach der nationalsozialistischen Machtergreifung gab er den Informationsdienst für Betriebs- und Häuserblockzeitungen heraus und arbeitete mit Wilhelm Florin bei deren Verteilung an die Berliner Unterbezirke der KPD zusammen. Später wurden die dabei aufgebauten Strukturen für Druck und Verteilung der illegalen KPD-Zeitung Die Rote Fahne genutzt.
1933 war Schlesinger für kurze Zeit im SA-Gefängnis Papestraße und anschließend im Gestapo-Gefängnis Columbiahaus inhaftiert und wurde anschließend als „unerwünschter Ausländer“ nach Österreich abgeschoben. Von dort aus emigrierte er in die ČSR, wo er als Schulungsleiter der KPD-Landesgruppe arbeitete. 1935 ging er in die UdSSR und trat die Nachfolge von Paul Reimann als Redakteur der deutschen Ausgabe der Zeitschrift Die Kommunistische Internationale in Moskau an. Nachdem 1936 Fritz David, mit dem er zusammengearbeitet hatte, verhaftet worden war, wurde Schlesinger von der Internationalen Kontrollkommission (IKK) verhört und im Dezember des gleichen Jahres aus der KPD ausgeschlossen.
1937 ging Schlesinger zunächst zurück in die ČSR, 1939 emigrierte er nach Großbritannien. Dort lebte er wieder unter seinem Geburtsnamen Schlesinger. Er arbeitete am Austrian Centre und gab Exilzeitungen heraus. Nach Kriegsende wirkte er als wissenschaftlicher Publizist. Ab 1948 war er Herausgeber der von ihm und Jacob Miller gegründeten Zeitschrift Soviet Studies an der Universität Glasgow. Dabei handelte es sich um die erste Zeitschrift mit Peer-Review, die das wirtschaftliche, politische und sozialpolitische System der Sowjetunion zum Thema hatte. Ab 1964 gab Schlesinger zudem die von Karl Polanyi kurz vor seinem Tod initiierte Zeitschrift Co-Existence: A Journal for the Comparative Study of Economics, Sociology and Politics in a Changing World heraus. Er forschte und lehrte am Department Soviet Studies der Universität Glasgow und war Mitbegründer und Lecturer des daraus hervorgehenden Institute of Soviet and East European Studies. 1966 ging er in den Ruhestand, blieb aber noch in der Forschung aktiv, bis er 1969 starb.
Er verfasste in den Jahren 1944/68 Lebenserinnerungen unter dem Titel „Erinnerungen aus einer Zeit großer Kämpfe“, die in deutscher und englischer Sprache im Bundesarchiv Koblenz sowie im Archiv der University of Glasgow aufbewahrt werden. Sein weiterer Nachlass befindet sich im Archiv der University of Glasgow.
Schlesinger war mit Emilie („Mila“) Sellwig, einer leitenden Funktionärin des RGO-Bezirkskomitees Berlin, verheiratet. Sie emigrierte mit ihm zusammen und lebte zu Beginn der 1970er Jahre in Schottland.

## Schriften (Auswahl)
- Soviet legal theory. Its social background and development. London 1945, OCLC 781785831.
- Federalism in Central and Eastern Europe. London 1945, OCLC 39929496.
- The spirit of post-war Russia. Soviet ideology 1917–1946. London 1947, OCLC 230706625.
- Changing Attitudes in Soviet Russia (Bd. 1): The Family in the USSR. London 1949, Routledge & Kegan Paul. OCLC 748983649
- Changing Attitudes in Soviet Russia (Bd. 2): The Nationalities Problem and Soviet Administration. London 1956, Routledge & Kegan Paul. OCLC 827973448
- Die Kolonialfrage in der Kommunistischen Internationale. Frankfurt am Main 1970, OCLC 1422861.